# Oligia uniformis
Oligia uniformis là một loài bướm đêm trong họ Noctuidae.